# Käferstein & Meister
Käferstein & Meister ist ein Schweizer Architekturbüro, das 1995 von Johannes Käferstein und Urs Meister in Zürich gegründet wurde.

## Partner
Johannes Käferstein (* 1965 in Mannheim) studierte bis 1992 an der ETH Zürich und diplomierte bei Hans Kollhoff. Er arbeitete bei Raffael Benazzi in Zürich und Tod Williams, Billie Tsien & associates in New York. Käferstein lehrte an der AA London, Universität Liechtenstein und seit 2008 an der Hochschule Luzern. Er ist Mitglied im BSA und SIA und schreibt Artikel für den Niggli Verlag, Park Books und Quart Verlag.
Urs Meister (* 1964 in Zürich) studierte bis 1991 an der ETH Zürich und der UdK Berlin und diplomierte bei Dolf Schnebli. Er arbeitete bei Hinrich und Inken Baller in Berlin und bei Ernst Gisel in Zürich. Meister lehrte an der ETH Zürich bei Andrea Deplazes und seit 2002 an der Universität Liechtenstein. Er ist Mitglied im BSA und SIA und schreibt Artikel für das Bündner Monatsblatt, Werk, Bauen + Wohnen, Hochparterre, TEC21, Niggli Verlag und Park Books.

## Bauten
- 2003–2004: Erweiterung Haus Sturzenegger, Küsnacht
- 2007–2010: Landhaus, Küsnacht[5]
- Umbau Bauernhaus am Zürichsee
- 2012–2015: Baumeisterhaus, Oerlikon
- 2011: Bürogebäude Gasser Bau, Oberhasli[6]
- 2013–2020: Dreifamilienhaus „George“, Feldmeilen

## Auszeichnungen und Preise
- 2012: gold – best architects award für Landhaus, Küsnacht[7]
- 2012: Anerkennung – Hase für Büro- und Werkhofgebäude Gasser, Oberhasli
- 2018: Jurypreis – Der beste Umbau für Umbau Bauernhaus, Zürichsee
- 2021: gold – Best Architects 22 Award für Dreifamilienhaus „George“, Feldmeilen[8]

## Bücher
- Andreas Deplazes (Hrsg.): Architektur Konstruieren. Birkhäuser Verlag, Basel 2004
- Heinz Wirz (Hrsg.): Baumeisterhaus – Käferstein & Meister. Quart Verlag, Luzern mit einem Beitrag von Jonathan Sergison
- Heinz Wirz (Hrsg.): Bauernhaus am Zürichsee – Käferstein & Meister. Quart Verlag, Luzern mit Beiträgen von Philipp Esch und Silvio Pizio[9]